# Route 111 (Québec)
Pour les articles homonymes, voir Route 111.
La route 111 (R-111) est une route nationale québécoise située dans le nord québécois et suit une orientation nord / sud. Elle dessert la région administrative de l'Abitibi-Témiscamingue et effleure la région administrative du Nord-du-Québec.

## Tracé
La route 111 commence sur la route 117 quelques kilomètres à l'ouest de Val-d'Or et se dirige vers Amos au nord-ouest. Après avoir franchi cette ville, elle poursuit son chemin vers le nord-ouest pour arriver à La Sarre. De là, elle poursuit vers le nord-ouest et passe par Dupuy, Abana et Normétal pour prendre fin au sud de Beaucanton, à la jonction de la route 393.

## Localités traversées (du sud au nord)
Liste des municipalités dont le territoire est traversé par la route 111, regroupées par municipalité régionale de comté.

### Abitibi-Témiscamingue
La Vallée-de-l'Or
- Val-d'Or

Abitibi
- La Corne
- Saint-Marc-de-Figuery
- Amos
- Trécesson
- Launay

Abitibi-Ouest
- Taschereau
- Authier
- Macamic
- La Sarre
- Dupuy
- Clermont
- Normétal

### Nord-du-Québec
Jamésie
- Eeyou Istchee Baie-James (secteur Beaucanton)

## Intersections majeures
| MRC                     | Municipalité                          | km     | Destinations                               | Notes                                                                             |
| ----------------------- | ------------------------------------- | ------ | ------------------------------------------ | --------------------------------------------------------------------------------- |
| La Vallée-de-l'Or       | Val-d'Or                              | 0,00   | R-117 – Mont-Laurier, Rouyn-Noranda        |                                                                                   |
| Abitibi                 | Saint-Marc-de-Figuery                 | 58,10  | R-386 est – Landrienne, Senneterre         | Terminus ouest de la R-386                                                        |
| Abitibi                 | Amos                                  | 63,80  | R-395 nord – Saint-Maurice-de-Dalquier     | Terminus sud du multiplex avec la R-395                                           |
| Abitibi                 | Amos                                  | 65,60  | R-109 / R-395 sud – Rivière-Héva, Preissac | Terminus nord du multiplex avec la R-395; terminus sud du multiplex avec la R-109 |
| Abitibi                 | Amos                                  | 66,90  | R-109 nord – Matagami                      | Terminus nord du multiplex avec la R-109                                          |
| Abitibi                 | Trécesson                             | 76,60  | R-399 nord – Berry                         | Terminus est de la R-390                                                          |
| Abitibi                 | Taschereau                            | 112,50 | R-390 ouest – Poularies, Palmarolle        |                                                                                   |
| Abitibi-Ouest           | Macamic                               | 143,40 | R-101 sud – Poularies, Rouyn-Noranda       | Terminus nord de la R-101                                                         |
| Abitibi-Ouest           | La Sarre                              | 159,20 | R-393 sud – Palmarolle, Rouyn-Noranda      | Terminus sud du multiplex avec la R-393                                           |
| Abitibi-Ouest           | La Sarre                              | 161,10 | R-393 nord – Val-Paradis                   | Terminus nord du multiplex avec la R-393                                          |
| Jamésie                 | Eeyou Istchee Baie-James (Beaucanton) | 204,40 | R-393 – Beaucanton, Val-Paradis, La Sarre  |                                                                                   |
| - Terminus de multiplex |                                       |        |                                            |                                                                                   |